# ISam's Mom
"iSam's Mom" ("La mamá de Sam" en Latinoamérica y España) es el episodio número 2 de la cuarta temporada y el episodio número 72 de la serie iCarly en general, estrenado el 11 de septiembre de 2010 por Nickelodeon en Estados Unidos. En Latinoamérica, se estrenó luego de la emisión del estreno de Grachi el 2 de mayo de 2011, y en España, se estrenó el 13 de junio de 2011 durante una semana de estrenos. Este episodio tuvo como estrella invitada a la actriz Jane Lynch, de la serie de la FOX Glee.

## Reparto
- Miranda Cosgrove como Carly Shay, la mejor amiga de Sam, que trata de que ella y su mamá se lleven más bien, ya que ellas se la pasan peleando y ella las lleva a una caja de terapia para que se reconcilien.
- Jennette McCurdy como Sam Puckett, la mejor amiga de Carly e hija de Pam Puckett, con quien no mantiene una linda amistad y juntas pelean a tiempos.
- Nathan Kress como Freddie Benson, el productor técnico de iCarly quien mantiene un miedo hacia el martillero sombra, ya que él robó a los licuados locos, y Freddie lo grabó.
- Jerry Trainor como Spencer Shay, el hermano mayor de Carly, quien vive con ella, con Freddie y con la Señora Benson (solo en este episodio).
- Noah Munck como Gibby Gibson, el mejor amigo del grupo, es con quien está Freddie en los licuados locos, cuando el asalto sucede, él trata de atrapar al martillero sombra, pero no lo consigue.
- Jane Lynch como Pam Puckett, la mamá insoportable y gruñona de Sam, con quien no lleva una linda amistad, porque siempre la compara con la hermana gemela de Sam, Melanie.

## Sinopsis
El episodio comienza cuando Sam (Jennette McCurdy) llega tarde al estudio de grabación de iCarly.com y llega muy alterada porque ya no soporta a su mamá. Sam va a vivir con Carly (Miranda Cosgrove) y Spencer (Jerry Trainor) después de pelear con su madre, llamada Pam (Jane Lynch). Carly, cansada de los molestos hábitos de Sam, decide hacer que ambas se reconcilien llevándolas con un terapeuta familiar. Pero Pam es tan terca, descuidada y sarcástica como su hija y ambas continúan discutiendo, lo que obliga al psiquíatra a usar un nuevo método: encerrarlas en una caja terapéutica y no dejarlas salir hasta hacer las paces. Carly, preocupada, va al consultorio a ver cómo les va, descubriendo que ambas no han parado de pelear por horas. El terapeuta la encierra también en la caja a ver si puede ayudarlas, pero, mientras trata de hacerlo, Carly sufre un ataque de claustrofobia similar al que tuvo en el episodio El espacio Exterior, solo que esta vez es peor porque no puede salir. Ante esta situación, Sam y su madre por fin arreglan sus diferencias y Pam promete ser más responsable con su hija, tras lo cual ambas confiesan que se quieren y las tres salen de la caja. Mientras tanto, después de grabar en vídeo con Gibby (Noah Munck) un robo en "Licuados Locos" con unos lentes de espionaje que tenía, Freddie (Nathan Kress) es acosado y amenazado por el ladrón, y tiene que irse a vivir al apartamento de Carly con su madre, además de un guardaespaldas que ella contrató para protegerlo. Para gran sorpresa de Freddie, el ladrón viene en busca de él a su apartamento, el 8-D, pero gracias a Spencer, que cambió los números, ya es seguro que irá a la casa equivocada.

### Apariciones especiales
- Mary Scheer como la señora Benson, es la madre sobreprotectora de Freddie, quien contrata a un guardaespaldas para cuidar a Freddie.
- Kyle T. Heffner como el Dr. Parper, es el doctor con quien Carly lleva a Sam y a Pam para que se traten de llevar mejor.
- Anthony Vitale como Bala Humo, es el guardaespaldas que la señora Benson contrata para cuidar a Freddie en caso de que el martillero sombra aparezca.
- Aaron Aguilera como el Martillero Sombra, es quien roba a los licuados locos y quien persigue a Freddie por haberlo grabado.
- BooG!e como T-Bo, es el dueño de los licuados locos, quien es afectado por el robo.

## Recepción

### Puntaje
Según los usuarios en IMDb, el episodio de iCarly, "iSam's Mom", lo califican con 8,0 puntos de índice de audiencia, siendo un puntaje muy bueno para el show. En TV.com, "iSam's Mom" obtiene una calificación de 7,0 según los usuarios, este puntaje le da una calificación regular al episodio y al show.

### Audiencia
El episodio se estrenó el 11 de septiembre de 2010 y obtuvo un total de 5.9 millones de espectadores, ocupando el lugar #9 en el top 25 de la semana, y siendo el número 1 en audiencia total en estreno infantil, también dándole la victoria a Nickelodeon en la semana, con 2.0 millones de espectadores totales.